# Chilliwack Lake
Der Chilliwack Lake ist ein See im Sx̱ótsaqel/Chilliwack Lake Provincial Park im Südwesten der kanadischen Provinz British Columbia.
Der See befindet sich im nordöstlichen Bereich der Skagit Range, unweit der Grenze zwischen Kanada und den Vereinigten Staaten. Der See liegt im Fraser Valley Regional District auf einer Höhe vom 951 m. Die nächstgelegene größere Gemeinde ist das etwa 45 km Luftlinie westnordwestlich am Fraser River gelegene Chilliwack.
Der See erstreckt sich grob in Nord-Süd-Richtung und wird im Westen von der „Border Ranges“ begrenzt, während ihn im Osten die „Custer-Chilliwack Group“ flankiert. Die Berge dieser beiden Untergruppen der Skagit Range erreichen am See eine Höhe von bis zu 2312 m (Mount Lindeman). Am Nordende des Sees findet sich ein Campingplatz des umgebenden Provinzparks.
Der wichtigste Zufluss des Sees ist der Chilliwack River und mündet im Süden in diesen. Im Nordwesten ist dieser Fluss auch der Abfluss des Sees. Neben dem Chilliwack River ist auch der Depot Creek ein nennenswerter Zufluss. Dieser entspringt am Mount Spickard und führt Wasser aus dem Depot Glacier sowie dem West Depot Glacier, die alle drei im North Cascades National Park im US-Bundesstaat Washington liegen.
Im Chilliwack Lake leben elf verschiedene Fischarten oder durchwandern ihn, dazu gehören unter anderem Rotlachs, Silberlachs, Buckellachs, Dolly-Varden-Forelle, Cutthroat-Forellen, Regenbogenforellen, Steelheads sowie die Coregoninenart Prosopium williamsoni (englisch “Mountain whitefish”).